# Nothingman
nothingman（ナッシングマン）は、日本のロックバンド。名古屋市を拠点に活動中。

## 来歴
- 2006年、名古屋で結成。12月にDrが脱退。
- 2007年、1月にサポートメンバーであった太田が正式加入し、現在の体制となる。8月には初の自主企画「world's end cinema」をクラブロックンロールにて開催する。10月には初の全国流通CD「twilight」を自主レーベルから発売。
- 2008年、5月に名古屋最大級の音楽フェス、SAKAE SP-RINGに出場、名古屋のインディーズバンドでは初のクラブクアトロへの出演を果たす。
- 2009年、12月に「ライト マイ ライフ」でインディーズデビュー。
- 2010年、「ライト マイ ライフ tour 2010」を開催。
- 2012年、3曲入りのシングル「盤面の無い音楽達」を公式サイトで無料ダウンロード開始。2013年4月現在で1万ダウンロード以上を記録している。3月には、10-FEET, SPECIAL OTHERS, THE BACK HORNのオープニングアクトをZepp Nagoyaにて務める。11月11日に野外ワンマンライブ「旗を立てる」を鶴舞公園で開催。雨の中、約300人の動員を記録する。
- 2013年、3月30日に野外ワンマンライブ「旗を立てる -快晴のリターンマッチ-」を久屋大通公園で開催。天候にも恵まれ、約1300人の動員を記録する[1]。
- 2013年8月31日、鶴舞公園で自主企画フェス「ワルフェス」を開催予定。(w / ノムラセントラルステーション / folt / palitextdestroy / Qaijff / Half moon spiral)
- 2016年4月10日、愛知県名古屋市新栄地区の5つのライブハウスで開催されたライブサーキット「新栄ルーレット」を主催[2]。

## メンバー
- 宮下浩（ボーカル, ギター)

キネマズという名前でソロ活動もしており、「大停電の夜に」という題名の自主企画も開催している。
- 今井昂（ベース, コーラス）

- 太田幸伸（ドラム）

ドラム脱退後にサポートメンバーとして活動していたが、2007年1月に正式加入。

## ディスコグラフィー

### アルバム
| 枚  | 発売日        | タイトル | 規格品番  | 備考                                     |
| --- | ------------- | -------- | --------- | ---------------------------------------- |
| 1st | 2015年11月4日 | ocean    | OBOCD-027 | 結成10年目にして初のオリジナルアルバム。 |

### シングル
| 枚  | 発売日        | タイトル                | 規格品番 | 備考                                          |
| --- | ------------- | ----------------------- | -------- | --------------------------------------------- |
| 1st | 2008年7月13日 | song rider              |          | 会場限定                                      |
| 2nd | 2012年10月    | 盤面の無い音楽達        |          | 会場限定                                      |
| 3rd | 2013年3月30日 | 空に歌えば/世界のそばで |          | 「旗を立てる -快晴のリターンマッチ-」限定販売 |

### デモ
| 枚  | 発売日        | タイトル                       | 規格品番 | 備考                                    |
| --- | ------------- | ------------------------------ | -------- | --------------------------------------- |
| 1st | 2006年7月     | 太陽/water                     |          | ライブ会場にて無料配布                  |
| 2nd | 2006年12月    | 静かに終わりを告げる世界の中で |          | ライブ会場にて無料配布                  |
| 3rd | 2007年7月     | 未来のその後も                 |          | ライブ会場と名古屋市内のHMVにて無料配布 |
| 4th | 2014年5月3日  | この時代を愛していてね         |          |                                         |
| 5th | 2015年9月12日 | loop the sun                   |          |                                         |

### 自主制作
| 枚  | 発売日    | タイトル | 規格品番  | 備考           |
| --- | --------- | -------- | --------- | -------------- |
| 1st | 2007年8月 | twilight | UTLD-0001 | 現在は通販限定 |

### ミニアルバム
| 枚  | 発売日         | タイトル                             | 規格品番  | 備考          |
| --- | -------------- | ------------------------------------ | --------- | ------------- |
| 1st | 2009年12月2日  | ライト マイ ライフ                   | OBOCD-008 |               |
| 2nd | 2011年1月22日  | 会いにいく                           | OBOCD-012 | 会場･通販限定 |
| 3rd | 2011年12月7日  | 夜をあける                           | OBOCD-015 |               |
| 4th | 2013年7月17日  | 小さなライブハウスのステージの上から | OBOCD-018 |               |
| 5th | 2013年10月16日 | 彼方からの手紙                       | OBOCD-019 |               |

### DVD
| 枚  | 発売日        | タイトル                | 規格品番 | 備考          |
| --- | ------------- | ----------------------- | -------- | ------------- |
| 1st | 2011年9月     | 2011年7月23日をあなたへ |          | 会場･通販限定 |
| 2nd | 2013年1月12日 | nothingman BOOTLEG 001  |          | 会場･通販限定 |

### 配信
| 枚  | 発売日    | タイトル         | 備考     | 収録されたCD                                 |
| --- | --------- | ---------------- | -------- | -------------------------------------------- |
| 1st | 2011年8月 | スローモーション | 無料配信 | 「夜をあける」に収録                         |
| 2nd | 2012年9月 | 盤面の無い音楽達 | 無料配信 | 「盤面の無い音楽達」にインタビューと共に収録 |

### オムニバス
| 枚  | 発売日         | タイトル                                       | 規格品番  | 備考                                                                    |
| --- | -------------- | ---------------------------------------------- | --------- | ----------------------------------------------------------------------- |
| 1st | 2008年3月      | humarhythm                                     | UTLD-0002 | トイロ、Thomas Ageとの共同シングル                                      |
| 2nd | 2009年6月24日  | 反撃。～映画「蟹工船」インスパイア・アルバム～ | KSCL-1415 |                                                                         |
| 3rd | 2011年7月10日  | ここにある音楽3                                | MHDC-0003 |                                                                         |
| 4th | 2012年2月18日  | SUPER STAR MUSIC                               | UTLD-0006 | Theキャンプとの共同シングルで、会場限定                                 |
| 5th | 2013年1月30日  | FUTURE NAGOYA                                  | OBONM-001 | 愛知県内のタワーレコード限定販売(熱田店閉店の2月14日までは熱田店限定。) |
| 6th | 2013年11月6日  | TRUST YOUR SOULS "NAGOYA"                      | RCTR-1025 | タワーレコード・ヴィレッジ・ヴァンガード・indiesmusic.com限定販売。)    |
| 7th | 2014年8月20日  | あっ、良い音楽ここにあります。その四           | FIVER-025 |                                                                         |
| 8th | 2014年12月10日 | circle of life                                 | UTLD-0012 | タワーレコードとの企画作                                                |

### 宮下浩ソロ(アルバム)
| 枚  | 発売日        | タイトル | 規格品番 | 備考         |
| --- | ------------- | -------- | -------- | ------------ |
| 1st | 2012年7月22日 | 29       |          | 期間限定販売 |

### その他
- 無料サンプラーなども度々配布している。
  - 2013年3月にタワーレコード名古屋パルコ店限定で配布された「2013年3月30日のあなたへ」等[4]。

## ミュージックビデオ
| 監督 | 曲名                                                                              |
| 不明 | 「スローモーション」「あと少し」「幸せの順番」「この時代を愛していてね」「ocean」 |

## 主なライブ
- 2008年08月16日 - TREASURE05X 2008 ～screaming triangle 1st day～
- 2009年05月30日 - SAKAE SP-RING 2009
- 2010年06月05日 - SAKAE SP-RING 2010
- 2011年06月04日 - SAKAE SP-RING 2011
- 2011年07月09日 - 見放題2011
- 2011年10月14日 - MINAMI WHEEL 2011
- 2012年03月29日 - 「FLEA SOUNDS」Supported by ZIP-FM「FIND OUT」
- 2012年06月03日 - SAKAE SP-RING 2012
- 2012年10月13日 - MINAMI WHEEL 2012
- 2012年10月14日 - 2YOU MAGAZINE 5th Anniversary 「Volare via!」
- 2013年06月09日 - LACHIC presents SAKAE SP-RING 2013
- 2013年07月06日 - 見放題2013
- 2013年10月12日 - MINAMI WHEEL 2013
- 2014年01月19日 - グッバイフジヤマ「5人はアイドル」リリースツアー
- 2014年02月01日 - 鍋fes
- 2014年05月01日 - ロックの向こう側2014
- 2014年05月22日 - LOST IN TIME presents 1:1～五月の桜～
- 2014年07月05日 - 見放題2014
- 2014年08月23日 - FREEDOM NAGOYA 2014
- 2014年09月21日 - 長岡京ソングライン'14
- 2014年11月22日 - グッドモーニングアメリカ企画フェス「あっ、良いライブここにあります。2014」
- 2015年09月21日 - フリ放題2015
- 2016年01月09日 - GOOD MUSIC FUKU-BUKURO 2016
- 2016年04月10日 - 新栄ルーレット

## エピソード
- 愛知県出身のメンバーは居ないものの、名古屋で活動をしている。
- 雨男バンドとしても有名だが、2013年3月30日に開催された「旗を立てる -快晴のリターンマッチ-」では見事に快晴となった。